# Ratenelle
Ratenelle és un municipi francès situat al departament de Saona i Loira i a la regió de Borgonya - Franc Comtat. L'any 2009 tenia 373 habitants.

## Història
| Data d'elecció                           | Identitat            | Partit | Qualitat |
| ---------------------------------------- | -------------------- | ------ | -------- |
| 1988-2000                                | Lionel Goyard        |        |          |
| 2000-2008                                | Laurent Louis        |        |          |
| 2008-2010                                | Véronique Fouillouse |        |          |
| 2010-                                    | Claude Barbier       |        |          |
| les dades anteriors no són pas conegudes |                      |        |          |
|                                          |                      |        |          |

## Demografia
| A partir de 1990: Població sense dobles comptes |